# Salih Safvet Bašić
Salih Safvet ef. Bašić (Tomislavgrad, 1886. – Tomislavgrad, 1948.), bošnjački je teolog, naibu-reis u dva navrata, prvi put u Kraljevini Jugoslaviji, a drugi put u razdoblju Nezavisne Države Hrvatske. Bio je jedan je od čelnika Odbora narodnog spasa.

## Životopis
Salih Safvet ef. Bašić rođen je u Tomislavgradu 1886. godine, gdje je i umro 1948. godine. Formalno nikada nije bio reisu-l-ulema, ali se u dva navrata nalazio na čelu Islamske zajednice. Prvi put se kao naibu-reis našao na toj dužnosti od 1936. do 1938. godine, a drugi put od 1942. do 1947. godine.
Nakon donošenja novog Ustava Islamske zajednice 1936. postavljen je naibu-reisa vjerskog starješinstva sa sjedištem u Beogradu. Na toj dužnosti ostao je sve do 1938. godine, odnosno do izbora Fehima ef. Spahe za reisu-l-ulemu. Smrću reisu-l-uleme 1942. godine ponovo je postavljen za naibu-reisa. Na tom položaju je ostao sve do ustoličenja reis-ul-uleme Ibrahima ef. Fejića 1947. godine.
Salih Safvet Bašić potječe iz trgovačke porodice. Osnovnu školu i mekteb završio je u rodnom mjestu, a srednju školu i Filozofski fakultet u Istanbulu. U vrijeme školovanja Saliha Safveta ef. Bašića u Istanbulu, bio je veliki broj učenika iz Bosne i Hercegovine u srednjim i visokim školama, tako da su mogli osnovati i svoj klub, koji je imao osim kulturno-prosvjetnog i političko značenje. Klub je okupljao učenike, studente i iseljenike iz Bosne i Hercegovine. U aktivnostima ovoga kluba, značajno mjesto pripadalo je i Salihu Safvetu ef. Bašiću. On se u ovom klubu isticao svojim naprednim stavovima u političkom pogledu, svojom nepomirljivošću prema okupaciji Bosne i Hercegovine od strane Austro-Ugarske. 
Po završetku studija jedno vrijeme radio je kao profesor u srednjim školama u Istanbulu, a u Bosnu i Hercegovinu se vraća 1910. godine. S obzirom na stavove koje je imao prema Austrougarskoj, nije tražio nikakvu službu, nego je živio kod svoje kuće u Tomislavgradu baveći se trgovinom. Nastupom Prvog svjetskog rata 1914. godine, bio je prisiljen da se primi profesionalnog mjesta na Šerijatskoj školi u Sarajevu, jer bi inače bio mobilisan u austrijsku vojsku.
Salih Safvet Bašić je bio poznavalac orijentalnih jezika, književnosti i povijesti. Bio je predavač i pedagog. Izuzetne zasluge pripadaju njemu da nikada na snagu nije stupio Ustav Islamske zajednice skrojen od strane ustaške vlade u Zagrebu. Njegovo mišljenje je bilo da rat treba da se završi, pa da onda dođe do primjene novog Ustava i novih izbora u organe Islamske zajednice. Odbio je zahtjev Pavelića 1945. godine, da Vrhovno Islamsko starješinstvo potpiše poslanicu protiv Narodnooslobodilačkog pokreta.
Na čelu Islamske zajednice ostao je do oslobođenja Jugoslavije, donošenja novog Ustava i izbora Ibrahima ef. Fejića za reis-ul-ulemu 1947. godine. Nakon toga povukao se u mirovinu i vratio u svoje rodno mjesto Tomislavgrad, gdje je 1948. godine umro. Tijekom Drugog svjetskog rata, bio je jedan od čelnika Odbora narodnog spasa.

## Vanjske poveznice
- Salih Safvet Bašić - Naib i vršilac reisu-l-ulema